# Franz Drameh
Franz Alhusaine Drameh (Londres, 5 de enero de 1993) es un actor británico, conocido por su papel en la película Attack the Block.

## Biografía
Nació en el borough (barrio) de Hackney, en el noreste de Londres. Tiene ascendencia gambiana.
Su debut en el cine fue en el drama fantástico Hereafter, de Clint Eastwood.
También apareció en la película británica Attack the Block y en la superproducción Edge of Tomorrow (de 2014).
Apareció en la serie de televisión The CW, en The Flash,
y es protagonista del spin-off de esta, Leyendas del mañana, en el que interpreta a Jefferson Jax Jackson.

## Filmografía
- 2007: Casualty (serie de televisión), como Casey Hughes
- 2008-2009: Parents of the Band (serie de televisión), como Granville
- 2009: Be Good (cortometraje), como Older Brother
- 2010: Más allá de la vida, como un adolescente
- 2011: Attack the Block, como Dennis
- 2011: Painkiller (cortometraje), como Dominic
- 2012: Casualty (serie de televisión), como Stevie Kingsley
- 2012: My Murder (película de televisión), como Marcus
- 2012: Now Is Good, como Tommy
- 2012-2013: Some Girls (serie de televisión), como Brandon Taylor
- 2014: Al filo del mañana, como Ford
- 2014: A World on the «Edge of Tomorrow» (cortometraje en video), como él mismo
- 2015: Residue (miniserie de televisión), como Willy G
- 2015: Legacy, como Sean
- 2015: River (serie de televisión), como Bruno Marconi
- 2015-2017: The Flash (serie de televisión), como Jefferson 'Jax' Jackson / Firestorm
- 2016—2018; 2021: Legends of Tomorrow (serie de televisión), como Jefferson 'Jax' Jackson / Firestorm[6][7]
- 2016: A Hundred Streets (en posproducción), como Kingsley.
- 2016: Vixen (serie web) como Jefferson Jackson / Firestorm (voz)
- 2017: Supergirl (serie de televisión) como Jefferson Jackson / Firestorm
- 2017: Arrow (serie de televisión) como Jefferson Jackson / Firestorm